# Атомредметзолото
АО «Росатом Недра» (бывш. «Атомредметзолото») — российская уранодобывающая компания, согласно собственным данным, занимающая шестое место в мире по объёму добычи урана и второе — по объёму запасов урана в недрах; горнорудный дивизион Государственной корпорации «Росатом»

## История
Урановый холдинг «АРМЗ» (АО «Атомредметзолото») — в прошлом государственный концерн, который был образован в 1991 году из бывшего 1-го главного управления Министерства среднего машиностроения СССР. Концерн представлял собой производственный комплекс горнодобывающих и перерабатывающих предприятий, расположенных на территории шести независимых государств Содружества (России, Украины, Узбекистана, Казахстана, Таджикистана и Кыргызстана).

### Создание «Атомэнергопрома»
В рамках проекта реструктуризации атомной отрасли создана вертикально-интегрированная компания ОАО «Атомный энергопромышленный комплекс» (сокращенно — Атомэнергопром), которая объединила предприятия гражданской части атомной отрасли. В начале августа 2007 года «Атомэнергопром» стал владельцем 100 % акций ОАО «Атомредметзолото». ОАО «Атомредметзолото» назначено головной отраслевой организацией в области добычи урана.
В рамках реструктуризации атомной отрасли АРМЗ консолидирует все уранодобывающие предприятия в России. С этой целью Атомэнергопром передал АРМЗ акции уранодобывающих предприятий: 80,3 % акций Приаргунского производственного горно-химического объединения («ППГХО»), 97,85 % акций компании «Далур» и 99,99 % акций компании «Хиагда». В 2007 году в урановый холдинг «АРМЗ» интегрировано ЗАО «Русбурмаш», а в 2010 году компания приобретает 100 % уставного капитала ОАО «ВНИПИпромтехнологии».

### Слияния и поглощения
В конце 2010 года «Атомредметзолото» приобрела 51,4 % акций канадской компании по добыче урана Uranium One (U1).
В июне 2011 года АРМЗ приобрела 100 % акций компании Mantra Resources Limited, обеспечив участие в разработке урановых месторождений на территории Танзании (в том числе участка Mkuju River с запасами более 39 тыс. т урана). Сумма сделки составила $983 млн. В январе 2013 года «Атомредметзолото» (АРМЗ) договорилась с менеджментом канадской компании Uranium One об увеличении своей доли до 100 %.
В 2013 году произошло выделение зарубежных активов под управление компании Uranium One Holding. Таким образом урановый холдинг «АРМЗ» консолидировал российские активы уранодобычи.

## Собственники и руководство
84,5 % акций АО «Атомредметзолото» принадлежат АО «Атомэнергопром».
Председатель совета директоров АО «Атомредметзолото» — Александр Локшин.
С мая 2013 года Владимир Верховцев был назначен на должность генерального директора Уранового холдинга «АРМЗ».

## Деятельность
«Атомредметзолото» осуществляет разведку, добычу и переработку урановых, золотосодержащих руд, а также руд редких и рассеянных элементов. АО «Атомредметзолото» ведет добычу урана на трех действующих предприятиях (ПАО «ППГХО», АО «Далур» и АО «Хиагда»).
Компания являлась крупнейшим акционером канадской компании по добыче урана Uranium One, владея 51 % акций. В январе 2013 приобрела оставшиеся акции Uranium One, став единственным владельцем.
«Атомредметзолото» также является 100-процентным владельцем АО "Уранодобывающая компания «Горное» (г. Чита, Забайкальский край) АО «Эльконский ГМК» (г. Алдан, Республика Саха), на 99,78 % владеет акциями АО «Первая горнорудная компания» (ПГРК, Москва) и владеет 50,003 % акций АО «Лунное» (золотоурановое месторождение Лунное, Республика Саха).
В июне 2019 года АРМЗ основал новую компанию — ООО «АРМЗ Горные машины» (г. Краснокаменск, Забайкалье) по производству высокотехнологичной горношахтной техники — погрузо-доставочных машин. Предприятие создано в рамках стратегии развития «новых бизнесов», позволяющие диверсифицировать основную деятельность АРМЗ.
Другие проекты по диверсификации бизнеса — попутная добыча редкоземельного металла скандия на АО «Далур», добыча золота и серебра на золотоурановом месторождении АО «Лунное».
На архипелаге Новая Земля в Арктике идет подготовка к добыче цинковых и свинцовых концентратов компанией АО "Первая горнорудная компания". В полевом сезоне 2020 года проведена геологоразведка с участием международных экспертов - с результате проведённых исследований компания проведет оценку ресурсов и запасов Павловского месторождения в соответствии с международным классификатором JORC.
Бурение и геологическое сопровождение проектов выполняет АО «Русбурмаш» (на внутреннем и внешних рынках).

### Показатели деятельности
В 2019 году Урановый холдинг «АРМЗ» произвел 2 911 тонны урана на предприятиях в России. По этому показателю Урановый холдинг «АРМЗ» входит в шестерку ведущих урановых компаний.
Общая численность персонала компании на 2019 год — 7153 человек. Консолидированная выручка компании по РСБУ в 2019 году составила 18,8 млрд руб.